# Халматов, Муроджон Айбекович
Муроджон Айбекович Халматов (каз. Мұратжан Айбекұлы Халматов; род. 20 июля 2003, Карабулак, Южно-Казахстанская область) — казахстанский футболист, полузащитник клуба «Ордабасы».

## Клубная карьера
Воспитанник шымкентского футбола. Футбольную карьеру начинал в 2020 году в составе клуба «Ордабасы М» во второй лиге. 18 июля 2021 года в матче против клуба «СДЮСШОР № 8» дебютировал в кубке Казахстана (3:1). 27 июня 2021 года в матче против клуба «Жетысу» дебютировал в казахстанской Премьер-лиге (3:0), выйдя на замену на 86-й минуте вместо Абдуллая Диакате.

## Карьера в сборной
13 ноября 2019 года дебютировал за сборную Казахстана до 17 лет в матче против сборной Германии до 17 лет (0:5). 6 октября 2021 года дебютировал за сборную Казахстана до 19 лет в матче против сборной Чехии до 19 лет (0:3). 9 октября 2021 года в матче против сборной Дании до 19 лет (2:5) забил свой дебютный мяч за сборную Казахстана до 19 лет.

## Достижения
«Ордабасы»
- Обладатель Кубка Казахстана: 2022

## Клубная статистика
| Клуб             | Сезон            | Лига | Лига | Кубки | Кубки | Еврокубки | Еврокубки | Итого | Итого |
| Клуб             | Сезон            | Игры | Голы | Игры  | Голы  | Игры      | Голы      | Игры  | Голы  |
| ---------------- | ---------------- | ---- | ---- | ----- | ----- | --------- | --------- | ----- | ----- |
| Ордабасы         | 2021             | 2    | 0    | 3     | 0     | —         | —         | 5     | 0     |
| Ордабасы         | 2022             | 15   | 2    | 3     | 1     | —         | —         | 18    | 3     |
| Ордабасы         | 2023             | 2    | 0    | 0     | 0     | —         | —         | 2     | 0     |
| Ордабасы         | 2024             | —    | —    | 0     | 0     | —         | —         | 0     | 0     |
| Ордабасы         | Итого            | 19   | 2    | 6     | 1     | —         | —         | 25    | 3     |
| → Ордабасы М     | 2020             | 4    | 0    | —     | —     | —         | —         | 4     | 0     |
| → Ордабасы М     | 2021             | 12   | 4    | —     | —     | —         | —         | 12    | 4     |
| → Ордабасы М     | 2022             | 2    | 0    | —     | —     | —         | —         | 2     | 0     |
| → Ордабасы М     | 2023             | 2    | 0    | —     | —     | —         | —         | 2     | 0     |
| → Ордабасы М     | Итого            | 20   | 4    | —     | —     | —         | —         | 20    | 4     |
| → Туран          | 2023             | 16   | 2    | —     | —     | —         | —         | 16    | 2     |
| → Туран          | Итого            | 16   | 2    | —     | —     | —         | —         | 16    | 2     |
| → Каспий         | 2024             | 25   | 5    | 2     | 0     | —         | —         | 27    | 5     |
| → Каспий         | Итого            | 25   | 5    | 2     | 0     | —         | —         | 27    | 5     |
| Всего за карьеру | Всего за карьеру | 80   | 13   | 8     | 1     | —         | —         | 88    | 14    |